# Las Mañanitas (estación)
La estación de Las Mañanitas forma parte de la Línea 2 del Metro de Panamá, que cubre entre las estaciones de San Miguelito y Nuevo Tocumen. Fue inaugurada el mismo día de la inauguración de la Línea 2, el 25 de abril de 2019. La estación está elevada sobre la Carretera Panamericana, localmente conocida como el Corredor Sur y se ubica entre las estaciones de Corredor Sur y Hospital del Este.